# AQUA NOME
『AQUA NOME』（アクア・ノーム） は、EPOの19枚目のスタジオ・アルバム。2009年7月8日に発売された。CDジャケットはデジパック仕様となっている。発売元はEPOの個人レーベルeponica Record。規格品番はXQGR-1001。

## 背景
EPOが個人レーベル ”eponica Record”(エポニカレコード) を立ち上げリリースされた第1作。新作としては2001年の『air』以来のこととなる。今作はEPOが自分の声を最も活かせる音楽を模索し、本当にやりたかった音楽を形にするためにライブを中心とした活動を続け、およそ8年の歳月をかけて完成させたアルバムである。作詞・作曲のほとんどをEPO自身が手掛け、全ての編曲にも携わっている。打ち込みは使用せず、生楽器演奏にこだわったポップスやワールド・ミュージックなどが収録されている。
タイトルの ”AQUA” は水、”NOME” は神秘を守る大地の妖精を意味し、2000年よりEPOを中心に活動を始めた多国籍音楽ユニットの名称にもなっていた。当ユニットのメンバーには馬頭琴と喉歌の嵯峨治彦や、ショーロクラブ（CHORO CLUB）のギタリスト笹子重治、音の水彩画家と評されるパーカッショニストの渡辺亮といった演奏家が参加しており、今作もほぼ同じメンバーによってレコーディングが行われている。
ジャケット、ライナーノーツ、ディスクのレーベル面に描かれている絵は、イラストレーターの北見隆が手掛けている。

## 批評
音楽情報サイトCDジャーナルのページでは、「2000年から8年の歳月をかけ、ライヴを中心にじっくり熟成させた楽曲を収録したアルバム。心地よく有機的に奏でられるアコースティック・サウンドに、優しく繊細に織り込まれるEPOの歌声が乗った、聴く者の心を癒してくれる作品。」とコメントが記されており、またタワーレコードの商品ページでは、「EPOのオーガニック・アコースティック・サウンド・アルバム。無国籍でユニークなアコースティック編成で心地よく有機的に奏でられるサウンド。8年の歳月をかけじっくりと熟成させたこのアコースティック・サウンドは、あたかも上質なワインのような作品。」と紹介されている。

## 収録曲
| 全作詞・作曲: EPO (特記以外)、全編曲: EPO & AQUA NOME。 |                                  |                |                |      |
| #                                                       | タイトル                         | 作詞           | 作曲・編曲     | 時間 |
| 1.                                                      | 「M」                            | EPO (特記以外) | EPO (特記以外) | 6:37 |
| 2.                                                      | 「100gの金と綿」                 | EPO (特記以外) | EPO (特記以外) | 3:47 |
| 3.                                                      | 「サイレントソング」             | EPO (特記以外) | EPO (特記以外) | 4:06 |
| 4.                                                      | 「NOAH」                         | EPO (特記以外) | EPO (特記以外) | 6:08 |
| 5.                                                      | 「ベラルーシの泉」(Instrumental) | EPO (特記以外) | EPO (特記以外) | 3:00 |
| 6.                                                      | 「たったひとつの」               | EPO (特記以外) | EPO (特記以外) | 7:05 |
| 7.                                                      | 「春の水」(作詞・作曲:陣内雄)    | EPO (特記以外) | EPO (特記以外) | 4:49 |
| 8.                                                      | 「AQUA NOME」                    | EPO (特記以外) | EPO (特記以外) | 6:50 |
| 9.                                                      | 「でも生きている」               | EPO (特記以外) | EPO (特記以外) | 5:57 |
| 10.                                                     | 「Glory」                        | EPO (特記以外) | EPO (特記以外) | 6:12 |
| 合計時間:                                               | 合計時間:                        | 54:31          |                |      |

## 参加ミュージシャン
| M - A.Guitar: 笹子重治 - Percussion: 渡辺亮 - E.Guitar, Vocal: 秋元カヲル - E.Bass: 岩原智 - Morinkhuur: 嵯峨治彦 - Violin: 江藤有希 - A.Guitar, Voices: EPO 100gの金と綿' - A.Guitar: 笹子重治 - Percussion: 渡辺亮 - E.Guitar: 秋元カヲル - Tuba: 岩原智 - Morinkhuur: 嵯峨治彦 - Violin: 江藤有希 - Voices: EPO サイレントソング - A.Guitar: 笹子重治 - Percussion: 渡辺亮 - E.Guitar: 秋元カヲル - E.Bass: 岩原智 - Morinkhuur: 嵯峨治彦 - Violin: 江藤有希 - Voices: EPO Noah - A.Guitar: 笹子重治 - Percussion: 渡辺亮 - E.Guitar: 秋元カヲル - Tuba: 岩原智 - Morinkhuur: 嵯峨治彦 - Violin: 江藤有希 - Voices: EPO ベラルーシの泉 - A.Guitar: 笹子重治 - Percussion: 渡辺亮 - Tuba: 岩原智 - Morinkhuur: 嵯峨治彦 - Irish Harp, Voices: EPO | たったひとつの - A.Guitar: 笹子重治 - Percussion: 渡辺亮 - E.Guitar: 秋元カヲル - Tuba: 岩原智 - Morinkhuur: 嵯峨治彦 - Violin: 江藤有希 - Voices: EPO 春の水 - A.Guitar: 笹子重治 - Percussion: 渡辺亮 - Morinkhuur: 嵯峨治彦 - Voices: EPO AQUA NOME - A.Guitar: 笹子重治 - Percussion: 渡辺亮 - E.Guitar: 秋元カヲル - E.Bass: 岩原智 - Morinkhuur, Throat-Singing: 嵯峨治彦 - Violin: 江藤有希 - Irish Harp, Voices: EPO でも生きている - A.Guitar: 笹子重治 - Percussion: 渡辺亮 - E.Guitar: 秋元カヲル - Tuba: 岩原智 - Morinkhuur, Throat-Singing: 嵯峨治彦 - Violin: 江藤有希 - Backing Vocal: 宮川雅彦 - Voices: EPO Glory - A.Guitar: 笹子重治 - Tuba: 岩原智 - Morinkhuur: 嵯峨治彦 - Percussion: 渡辺亮 - Voices: EPO |